# Dillenia philippinensis
Espèce
Synonymes
- Dillenia catmon Elmer[1]
- Dillenia philippinensis var. pubifolia Merr.[1]

Statut de conservation UICN

 NT  : Quasi menacé
Dillenia philippinensis est une espèce de plantes de la famille des Dilleniaceae.

## Liste des variétés
Selon Catalogue of Life (10 avril 2019) :
- variété Dillenia philippinensis var. pubifolia

Selon Tropicos (10 avril 2019) :
- variété Dillenia philippinensis var. pubifolia Merr.

## Publication originale
- Journal of the Linnean Society, Botany 21: 307. 1884.